# Emil Berger
Emil Berger (sinh ngày 23 tháng 5 năm 1991) là một cầu thủ bóng đá người Thụy Điển thi đấu cho Rynninge IK ở vị trí tiền vệ.